# Литманович, Владислав
Владислав (Абрам Вольф) Литманович (пол. Władysław (Abram Wolf) Litmanowicz; 20 февраля 1918, Вроцлав — 31 марта 1992) — польский шахматист; национальный мастер (1950), международный арбитр (1968). Почётный член Польского шахматного союза (с 1971). Шахматный литератор. Автор первой польской шахматной энциклопедии "Szachy od A do Z" (рус. Шахматы от А до Я, 1986—1987), с Е. Гижицким). Главный редактор журнала «Шахы» (1950—1984). Юрист. Участник чемпионатов Польши (1948—1955). В составе национальной команды участник 10-й олимпиады (1952). Неоднократный призёр чемпионатов Войска Польского.

## Книги
- Obrona Słowiańska, Warsz., 1951;
- III Międzynarodowy turniej szachowy, Sopot, 1951, Warsz., 1953;
- Dykteryjki i ciekawostki szachowe, 2 wyd., Warsz., 1974;
- Polscy szachiści, 1945—1980, 2 wyd., Warsz., 1982;
- Nowe dykteryiki i ciekawostki szachowe, Warsz., 1983;
- Szachy od A do Z, t. 1—2, Warsz., 1986 — 87 (соавтор).